# 圖利馬盧湖
62°53′N 99°07′W / 62.883°N 99.117°W

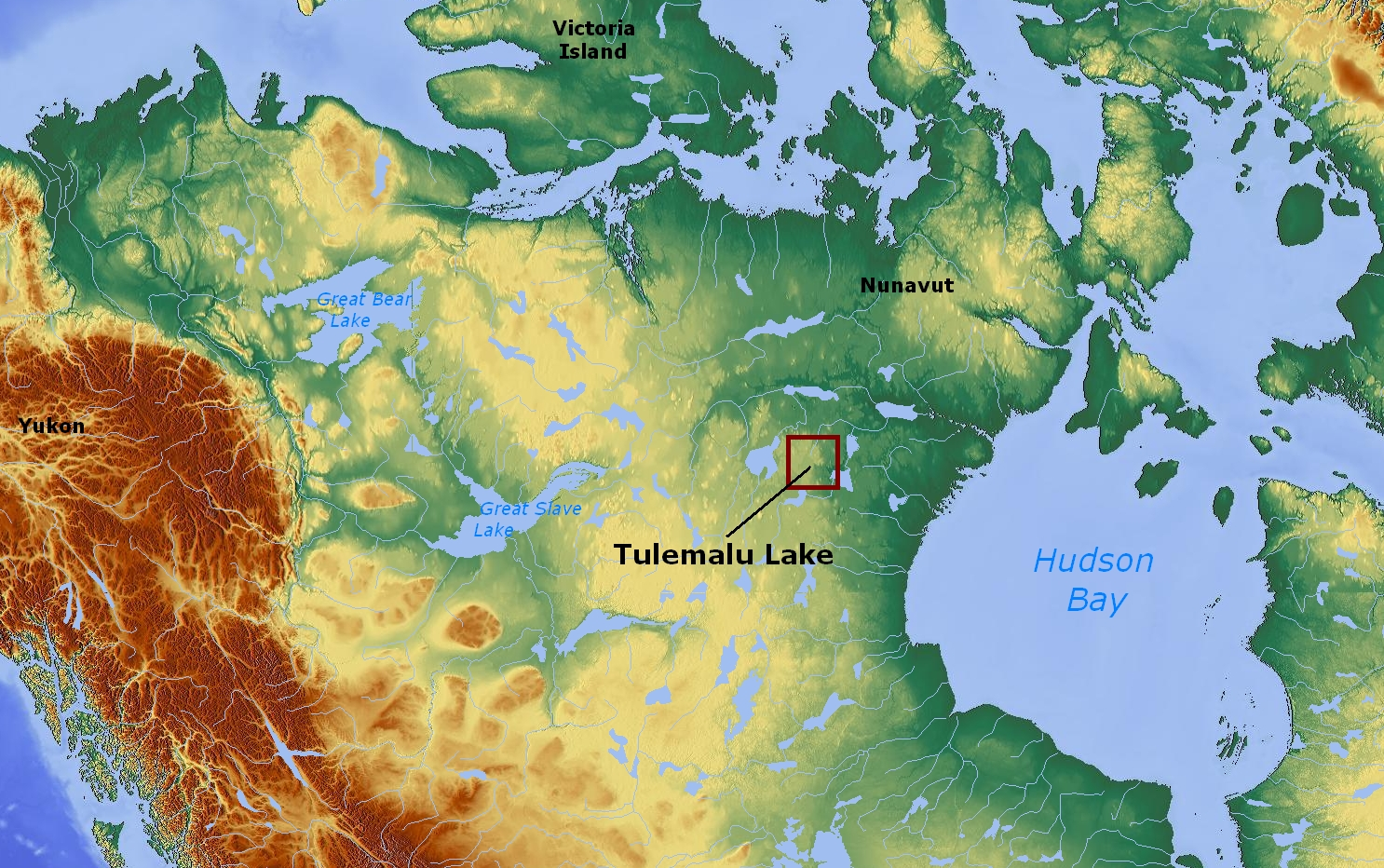

圖利馬盧湖是加拿大的湖泊，位於該國北部，由努納武特基瓦里奇地區負責管轄，面積662平方公里，是該地區第十二大湖泊，島嶼面積6平方公里，海拔高度279米。